# Andrés Bullentini
Andrés Pablo Bullentini (Rosario, Provincia de Santa Fe, 6 de febrero de 1969) es un exfutbolista argentino que jugaba como delantero. Formado en las divisiones inferiores de Rosario Central, es recordado por haber sido parte del plantel de Gimnasia y Esgrima de Jujuy que se consagró campeón del Nacional B en 1994. Luego de jugar un semestre en la Primera División de Chile en 1997, volvió a su país para actuar hasta su retiro en equipos de las categorías del ascenso.

## Trayectoria

### Clubes
| Club                        | País      | Año       |
| --------------------------- | --------- | --------- |
| Renato Cesarini             | Argentina | 1989-1991 |
| Gimnasia y Esgrima de Jujuy | Argentina | 1991-1992 |
| Central Norte               | Argentina | 1992-1993 |
| Gimnasia y Esgrima de Jujuy | Argentina | 1993-1996 |
| Provincial Osorno           | Chile     | 1997      |
| 9 de Julio de Arequito      | Argentina | 1998-2002 |
| Argentino de Rosario        | Argentina | 2002-2003 |